# Vysokorychlostní trať Chang-čou – Fu-čou – Šen-čen
Vysokorychlostní trať Chang-čou – Fu-čou – Šen-čen (čínsky v českém přepisu Chang-fu-šen kao-su tchie-lu, pchin-jinem Hángfúshēn gāosù tiělù, znaky zjednodušené 杭福深高速铁路), dříve také zvaná Jihovýchodní pobřežní trať (čínsky v českém přepisu tung-nan jen-chaj tchie-lu, pchin-jinem dōngnán yánhǎi tiělù, znaky zjednodušené 东南沿海铁路), nebo také Železniční trať Chang-čou – Šen-čen (čínsky v českém přepisu chang-šen tchie-lu, pchin-jinem hángshēn tiělù, znaky zjednodušené 杭深铁路) je dvoukolejná elektrifikovaná vysokorychlostní trať vedoucí podél jihovýchodního pobřeží Číny. Trať, procházející provinciemi Če-ťiang, Fu-ťien a Kuang-tung, spojuje oblast delty řeky Jang-'c u Východočínského moře a oblast delty Perlové řeky u Jihočínského moře. První úseky trati byly zprovozněny v roce 2009, celá trať je v provozu od 28. prosince 2013.
Po reorganizaci čínské vysokorychlostní železniční sítě se trať stala součástí pobřežního koridoru.

## Úseky tratě
| Název                                                                            | Maximální rychlost (km/h) | Délka (km) | Začátek stavby     | Uvedení do provozu |
| -------------------------------------------------------------------------------- | ------------------------- | ---------- | ------------------ | ------------------ |
| Úsek Chang-čou – Ning-po Vysokorychlostní trať Chang-čou – Ning-po               | 350                       | 152        | 19. března 2009    | 1. července 2013   |
| Úsek Ning-po – Tchaj-čou – Wen-čou Železniční trať Ning-po – Tchaj-čou – Wen-čou | 250                       | 268        | 27. října 2005     | 28. září 2009      |
| Úsek Wen-čou – Fu-čou Železniční trať Wen-čou – Fu-čou                           | 250                       | 298        | 1. srpna 2005      | 28. září 2009      |
| Úsek Fu-čou – Sia-men Železniční trať Fu-čou – Sia-men                           | 250                       | 275        | 1. října 2005      | 26. dubna 2010     |
| Úsek Sia-men – Šen-čen Železniční trať Sia-men – Šen-čen                         | 250                       | 502        | 23. listopadu 2007 | 28. prosince 2013  |
| Chang-čou – Fu-čou – Šen-čen                                                     | 250–350                   | 1495       | 1. srpna 2005      | 28. prosince 2013  |